# Himno nacional de Guinea Ecuatorial
Caminemos pisando las sendas de nuestra Inmensa Felicidad es el Himno Nacional de Guinea Ecuatorial y ha sido así desde su independencia de España en 1968. Fue compuesta por Ramiro Sánchez López; su letra de autoría de Saturnino Ibongo y de Atanasio Ndongo.

## Letra
Caminemos pisando las sendas
De nuestra inmensa felicidad.
En fraternidad, sin separación,
¡Cantemos libertad!
Tras dos siglos de estar sometidos
por la dominación colonial,
en fraterna unión, sin discriminar,
¡cantemos libertad!
¡Gritamos viva, libre Guinea!,
y defendamos nuestra Libertad.
Cantemos siempre, libre Guinea,
y conservemos siempre la unidad.
¡Gritemos viva, libre Guinea!,
y defendamos nuestra Libertad.
Cantemos siempre, libre Guinea.
Y conservemos, y conservemos
la independencia nacional.
y conservemos, y conservemos
la independencia nacional.